# Pavillon Jean-Charles-Bonenfant
Le pavillon Jean-Charles-Bonenfant (BNF) est l'un des bâtiments de l'Université Laval, à Québec.

## Description
Achevé en 1968 selon les plans de la firme St-Gelais Tremblay Tremblay Labbé Architectes, il comporte la Faculté des études supérieures, le Service des finances, le Service des ressources humaines, le Vice-rectorat aux ressources humaines, etc., mais surtout la Bibliothèque de l'Université. Jean-Charles Bonenfant fut professeur de droit à l'Université mais également bibliothécaire à la bibliothèque de la législature du Québec. C'est le 23 février 1978 à 16h que le Pavillon de la Bibliothèque fut rebaptisé Pavillon Jean-Charles-Bonenfant.
De 2011 à 2016, il est rénové par un consortium de Bélanger Beauchemin Morency architectes & urbaniste et Anne Carrier Architecte. Leur rénovation du quatrième étage a reçu le Prix d'architecture de Bibliothèque et archives de Québec en 2011. En 2017, à l'occasion du remaniement de la place publique située devant le pavillon pour le 350e anniversaire de l'Université Laval, le bloc d'entrée et sa marquise vitrée sont ajoutés par la même agence Anne Carrier.

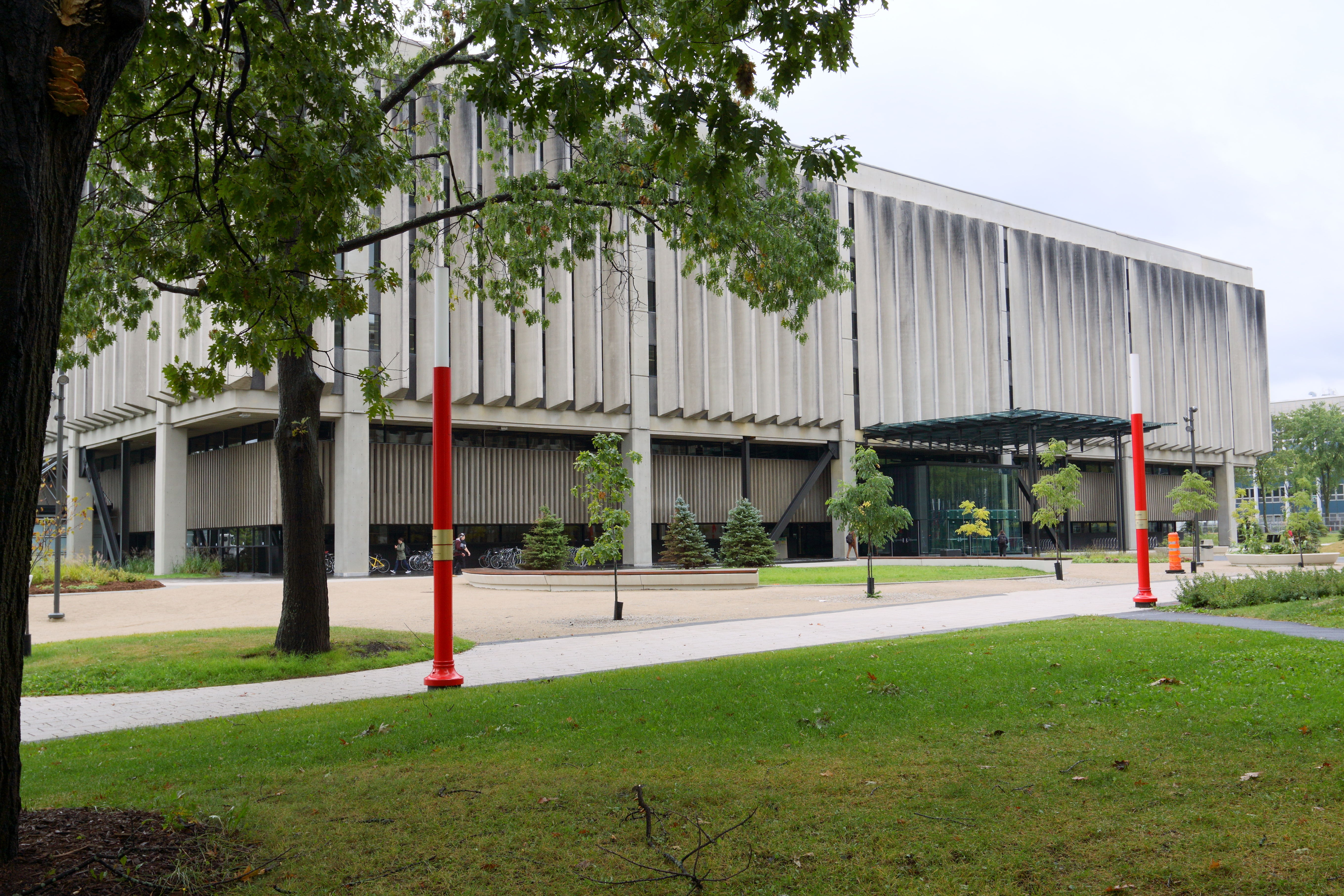
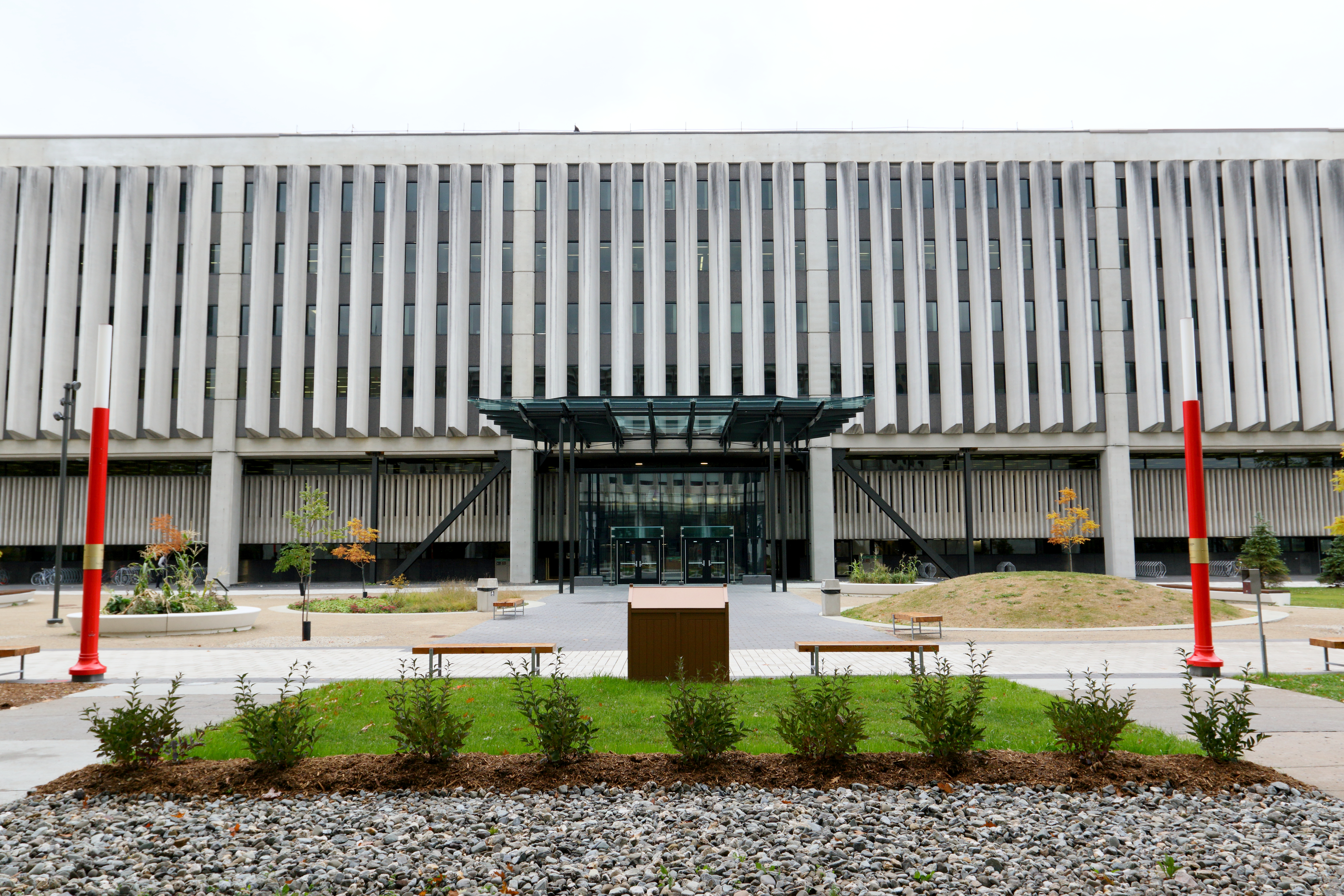
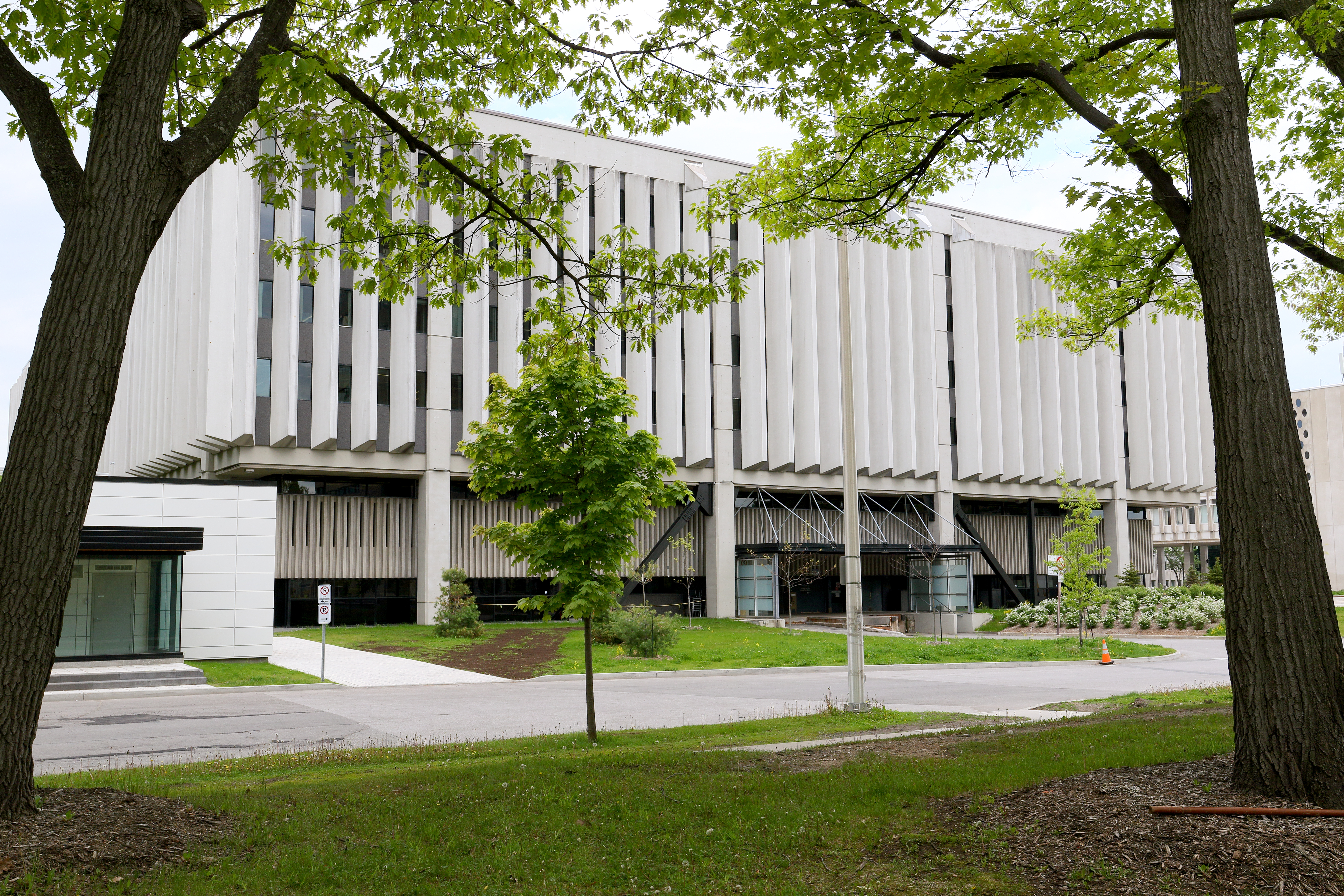
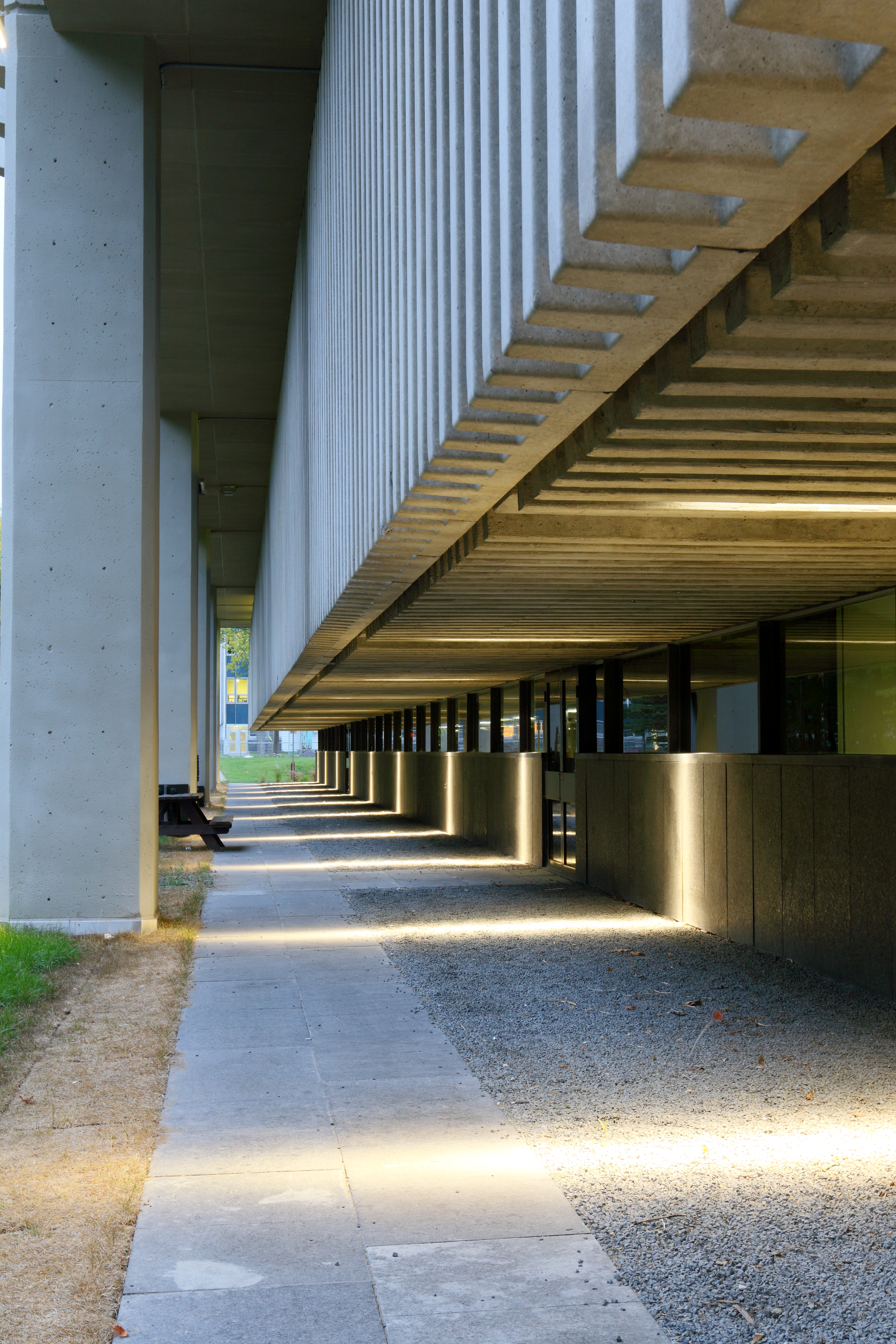
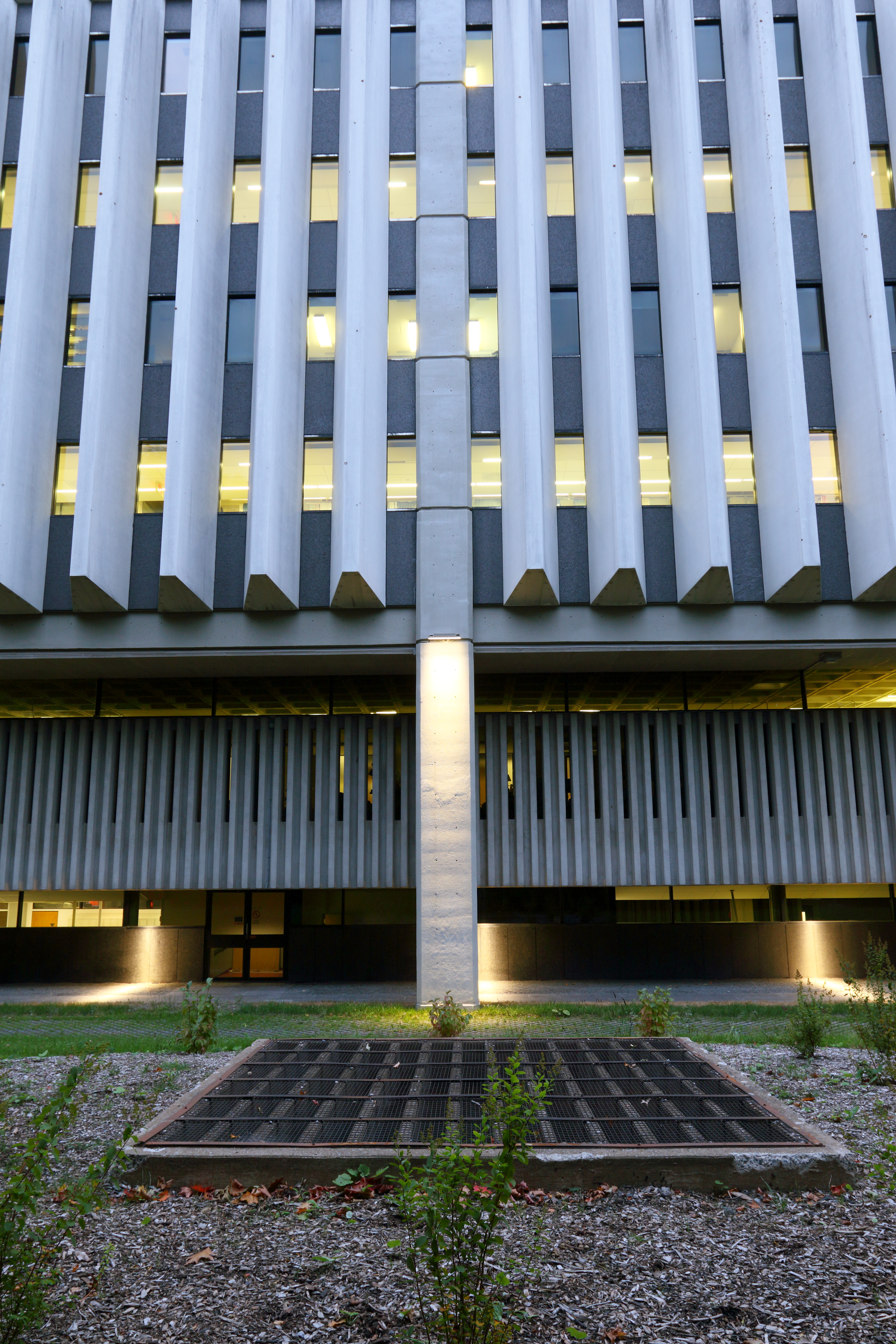
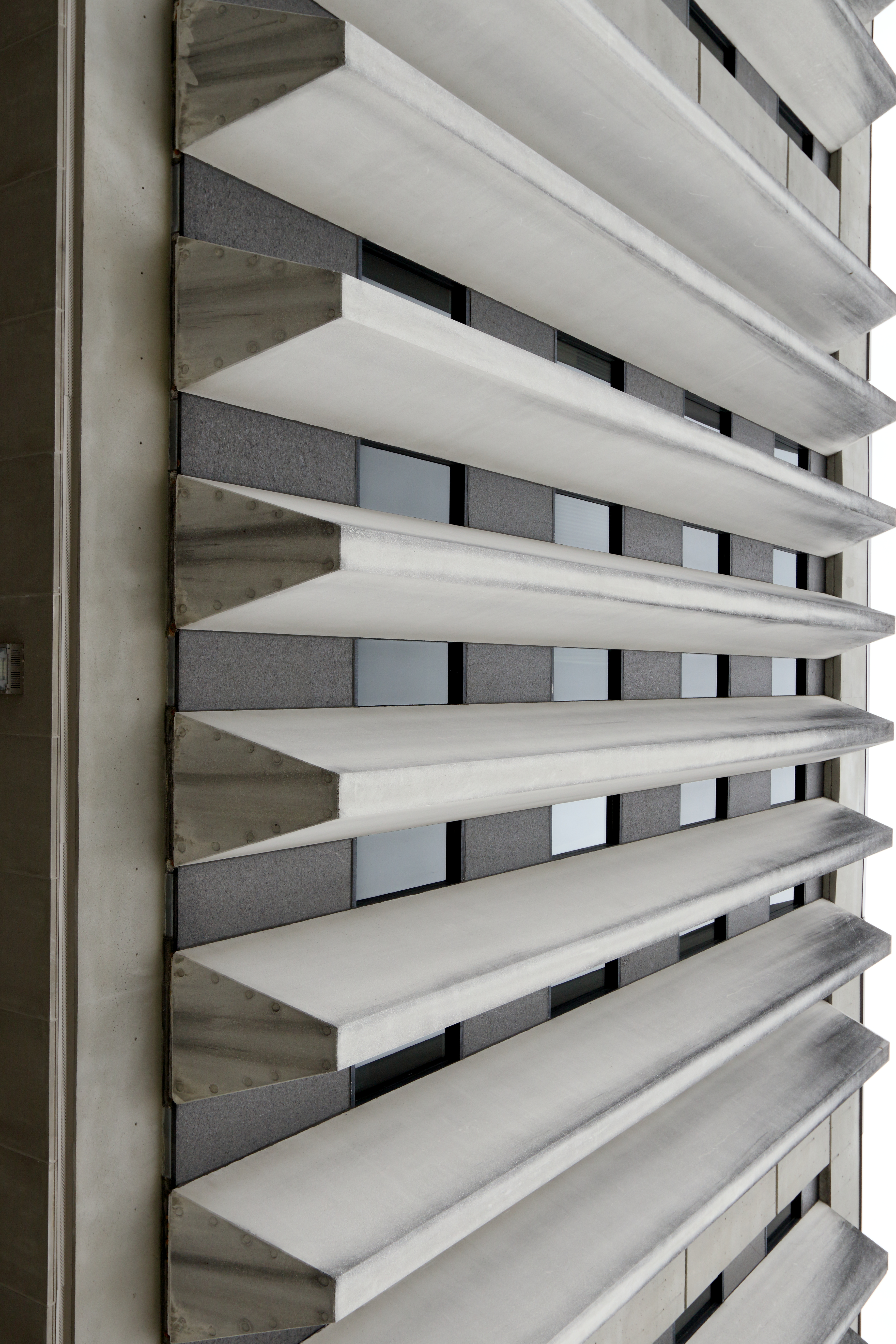
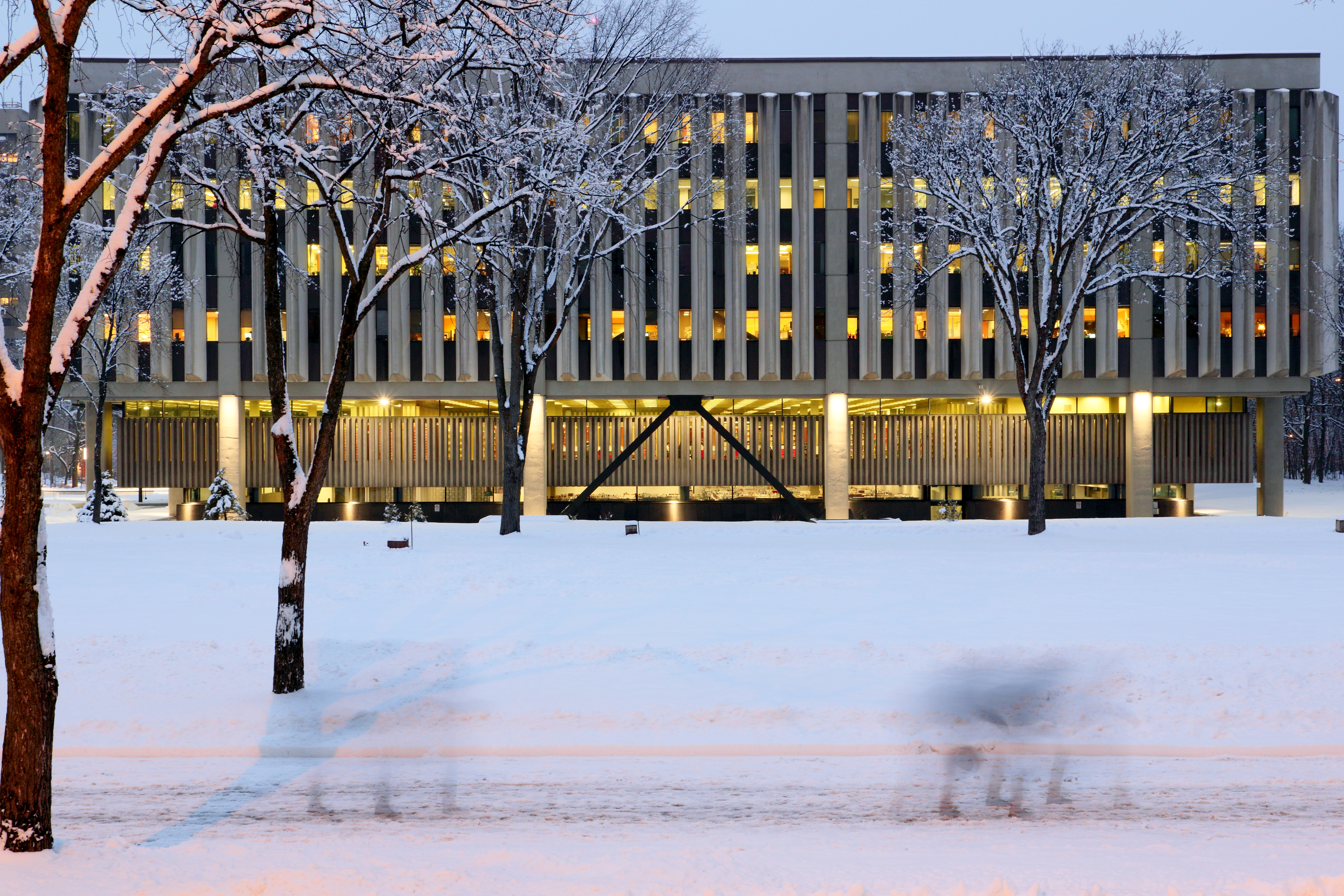